# 耳腺

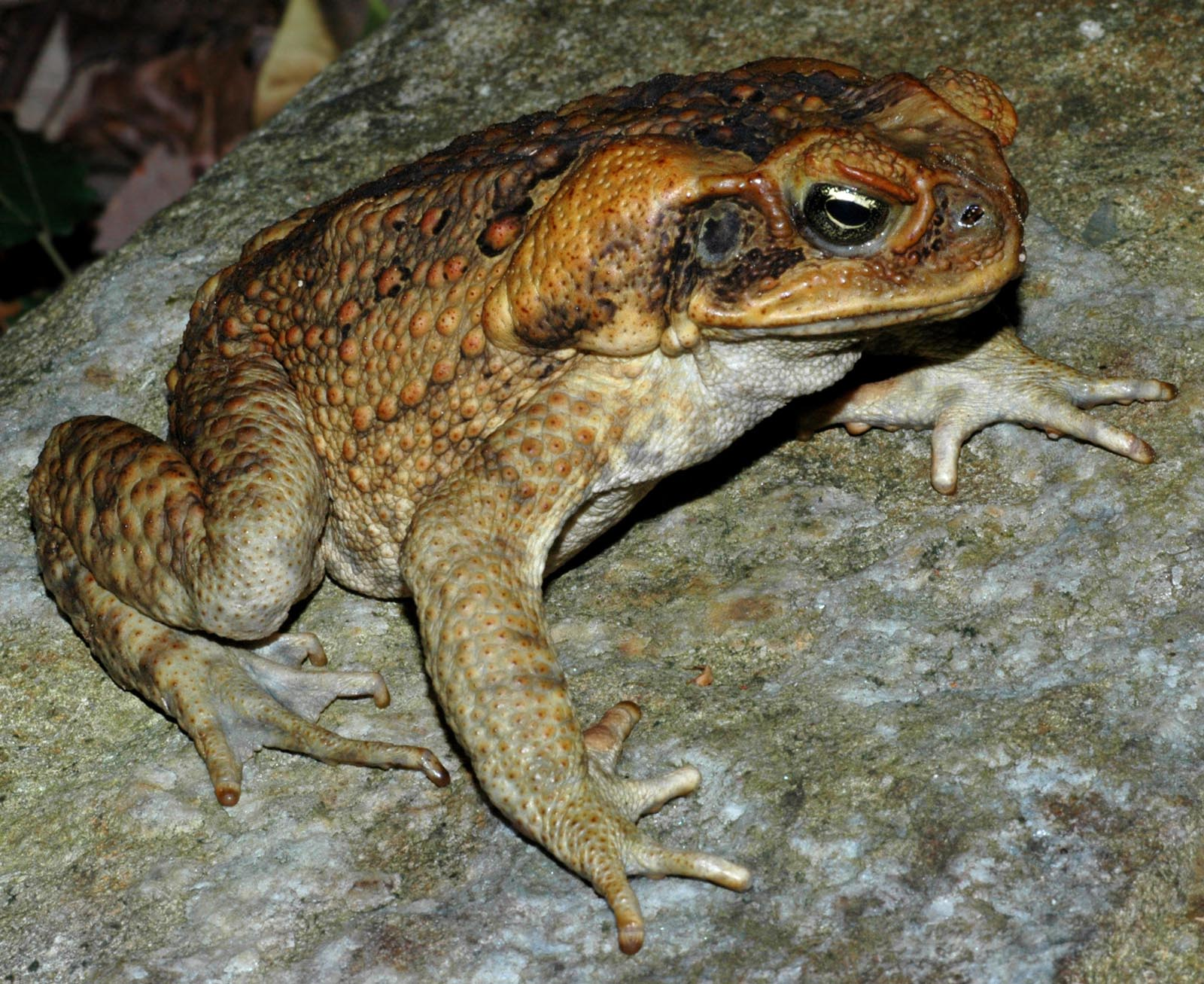
このオオヒキガエルの鼓膜（耳）のすぐ後ろに耳腺が見える

耳腺（じせん、英語: parotoid gland）とは、カエル、及びサンショウウオの背中、首、および肩の上の外表皮膚腺のこと。耳腺からは、神経毒の乳白色のアルカロイド物質を分泌する。
1976年のコロラドリバーヒキガエルの耳腺の研究で、コレステロールおよび他の毒素前駆体の化学物質を腺に送るために、耳腺への広範な血液供給がみられている。